# McLaren MP4-20
De McLaren MP4-20 is een Formule 1-auto van McLaren-Mercedes voor het seizoen van 2005. McLaren behaalde 10 overwinningen, meer dan Renault, maar werd desondanks dit tweede in het constructeurskampioenschap achter Renault en McLaren-coureur Kimi Räikkönen werd ook tweede in het coureurskampioenschap achter Renault-coureur Fernando Alonso.

## Resultaten
| Resultaat                     |
| ----------------------------- |
| Winnaar                       |
| Tweede plaats                 |
| Derde plaats                  |
| Gefinisht (punten)            |
| Gefinisht (geen punten)       |
| Niet geklasseerd (NC)         |
| Uitgevallen (DNF)             |
| Niet gekwalificeerd (DNQ)     |
| Gediskwalificeerd (DSQ)       |
| Niet gestart (DNS)            |
| Gewond (INJ)                  |
| Uitgesloten (EX)              |
| Teruggetrokken (WD)           |
| Niet deelgenomen (blanco cel) |
| vetgedrukt (pole position)    |
| cursief (snelste ronde)       |

| Jaar | Chassis        | Motor                         | Banden | Coureurs           | 1   | 2   | 3   | 4   | 5   | 6   | 7   | 8   | 9   | 10  | 11  | 12  | 13  | 14  | 15  | 16  | 17  | 18  | 19  | Punten | WK-plaats |
| ---- | -------------- | ----------------------------- | ------ | ------------------ | --- | --- | --- | --- | --- | --- | --- | --- | --- | --- | --- | --- | --- | --- | --- | --- | --- | --- | --- | ------ | --------- |
| 2005 | McLaren MP4-20 | Mercedes-Benz FO 110R 3.0 V10 | M      |                    | AUS | MAL | BHR | SMR | SPA | MON | EUR | CAN | USA | FRA | GBR | DUI | HON | TUR | ITA | BEL | BRA | JPN | CHN | 182    | Zilver    |
| 2005 | McLaren MP4-20 | Mercedes-Benz FO 110R 3.0 V10 | M      | Kimi Räikkönen     | 8   | 9   | 3   | DNF | 1   | 1   | 11  | 1   | DNS | 2   | 3   | DNF | 1   | 1   | 4   | 1   | 2   | 1   | 2   | 182    | Zilver    |
| 2005 | McLaren MP4-20 | Mercedes-Benz FO 110R 3.0 V10 | M      | Juan Pablo Montoya | 6   | 4   |     |     | 7   | 5   | 7   | DSQ | DNS | DNF | 1   | 2   | DNF | 3   | 1   | 14  | 1   | DNF | DNF | 182    | Zilver    |
| 2005 | McLaren MP4-20 | Mercedes-Benz FO 110R 3.0 V10 | M      | Pedro de la Rosa   |     |     | 5   |     |     |     |     |     |     |     |     |     |     |     |     |     |     |     |     | 182    | Zilver    |
| 2005 | McLaren MP4-20 | Mercedes-Benz FO 110R 3.0 V10 | M      | Alexander Wurz     |     |     |     | 3   |     |     |     |     |     |     |     |     |     |     |     |     |     |     |     | 182    | Zilver    |
| Jaar | Chassis        | Motor                         | Banden | Coureurs           | 1   | 2   | 3   | 4   | 5   | 6   | 7   | 8   | 9   | 10  | 11  | 12  | 13  | 14  | 15  | 16  | 17  | 18  | 19  | Punten | WK-plaats |

### Eindstand coureurskampioenschap
- Kimi Räikkönen: 2e (112pnt)
- Juan Pablo Montoya: 4e (60pnt)
- Alexander Wurz: 17e (6pnt)
- Pedro de la Rosa: 20e (4pnt)